# 南さつま市立津貫中学校
南さつま市立津貫中学校（みなみさつましりつ つぬきちゅうがっこう）は、かつて鹿児島県南さつま市加世田津貫にあった市立中学校。2010年（平成22年）3月31日をもって南さつま市立加世田中学校に統合され、廃校となった。

## 学校概要
- 平成の市町村合併で「南さつま市」が誕生する以前は加世田市立津貫中学校であった。
- 平成18年5月1日現在の生徒数は48名で、各学年1学級の小規模校であった。

## 沿革
- 2010年3月 - 南さつま市立加世田中学校に統合され、閉校。

## 校区
- 津貫小学校校区　全域
- 久木野小学校校区　全域